# استیون منگن
استیون منگن (انگلیسی: Stephen Mangan؛ زادهٔ ۱۶ مهٔ ۱۹۶۸) بازیگر ایرلندی‌تبار اهل بریتانیا است. وی از سال ۱۹۹۴ میلادی تاکنون مشغول فعالیت بوده‌است.
از فیلم‌ها یا برنامه‌های تلویزیونی که وی در آن نقش داشته‌است، می‌توان به دختر روز تولد، بیلی الیوت، اپیزودها، شتاب، جشنواره، شب سال نو، مارپل آگاتا کریستی، افسانه‌های واهی و نفس بکش اشاره کرد.